# Kristna segerfanan
Kristna segerfanan är i den kristna bildvärden ett attribut flreställande en standar som markerar Kristus seger genom uppståndelsen. Den  är prydd med ett kors och fäst vid en stav, gärna med hjälp av en tvärslå i fanans överkant. Den har sin förebild i de fanor, som fördes av häravdelningar (vexillationes) i det antika Romarriket,  och som kan betraktas som föregångare till senare tiders truppfanor. En segerfana liknar ett råsegel, vilket givit den dess latinska namn, vexillum, som betyder litet segel.  Det vanligaste motivet är "lammet med segerfanan", men också den uppståndne Kristus själv har framställts med detta attribut.  

## Lammet med segerfanan
I motivet med lammet så symboliserar det Guds lamm – Agnus Dei –som  är en beteckning för Jesus enligt Johannes evangelium kapitel 1:29, där Johannes döparen omtalar denne med orden: Där är Guds lamm, som tar bort världens synd.  Bilden av offerlammet liksom bibeltexten markerar också Jesu offerdöd på korset, medan segerfanan, som inte är nämnd i några bibeltexter, står för uppståndelsens seger.
I Johannes uppenbarelse kapitel 5–8 beskrivs en syn där lammet av Gud mottar en bokrulle med sju sigill (insegel i äldre språk), som det bryter ett efter ett. När lammet med segerfanan avbildas liggande på en sigillprydd bok, är det denna vision somåsyftas.
Lammet med segerfanan är ett vanligt motiv inom heraldiken. I Sverige har det förekommit i Gotlands landskapsvapen och har därifrån bildat ett fält i vapnet för grevarna Bernadotte af Wisborg. Landskapsvapnet har senare reviderats, och 
avbildar sedan 1936 en hornprydd bagge
lammet ersatts med en vuxen hornprydd bagge. Även segerfanan har förändrats, i bägge fallen med förebild i Visby stads medeltida sigill.

## Kristus med segerfanan
Den uppståndne Kristus med segerfanan är ett mycket mindre vanligt motiv i den kyrkliga konsten och förekommer inte som heraldiskt motiv. Några svenska kyrkor har skulpturer med motivet. De är från 16- eller 1700-talet och är placerade överst i altarprydnaden eller i någon annan högt belägen plats., se bilderna från Stora Åby kyrka i Östergötland och från Heliga Kors kyrka i Ronneby.

## Galleri

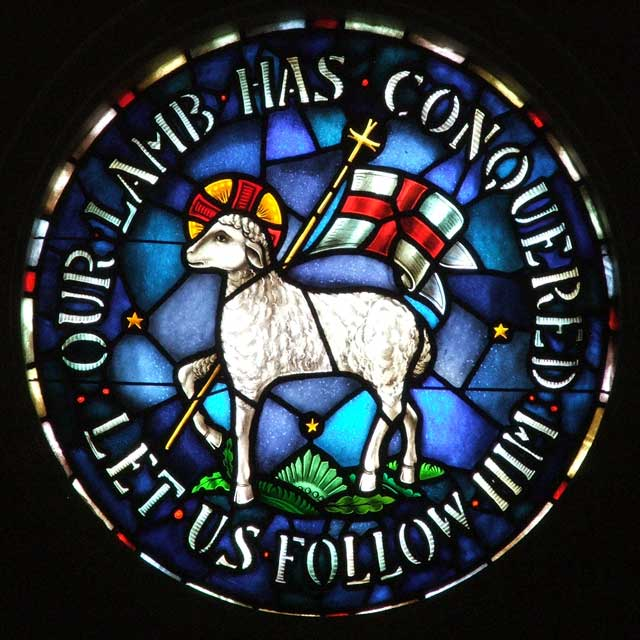
Guds lamm med segerfanan på ett amerikanskt kyrkfönster
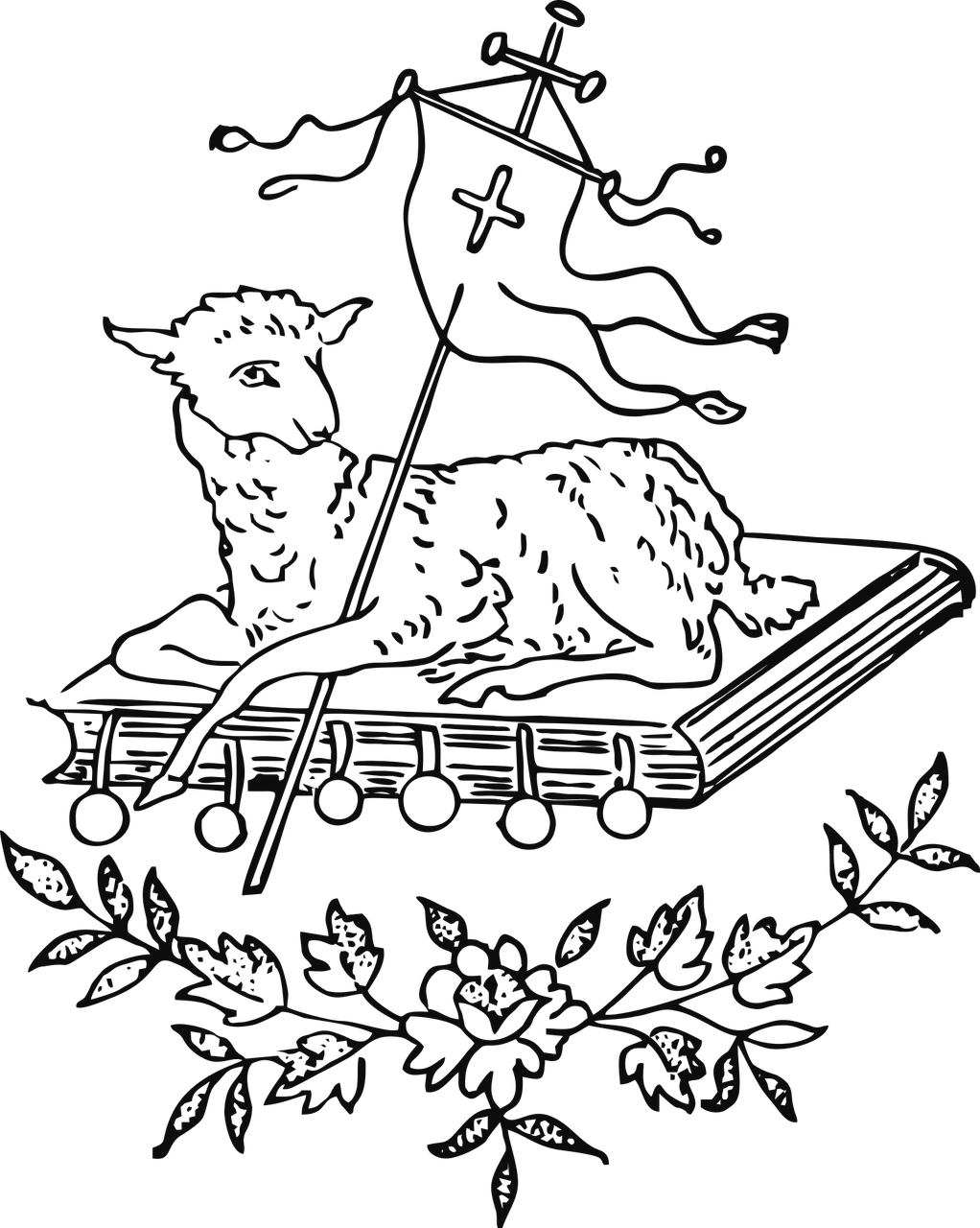
Lammet med segerfanan på en bok med sex (!) sigill
Gotlands landskapsvapen 1936[4]
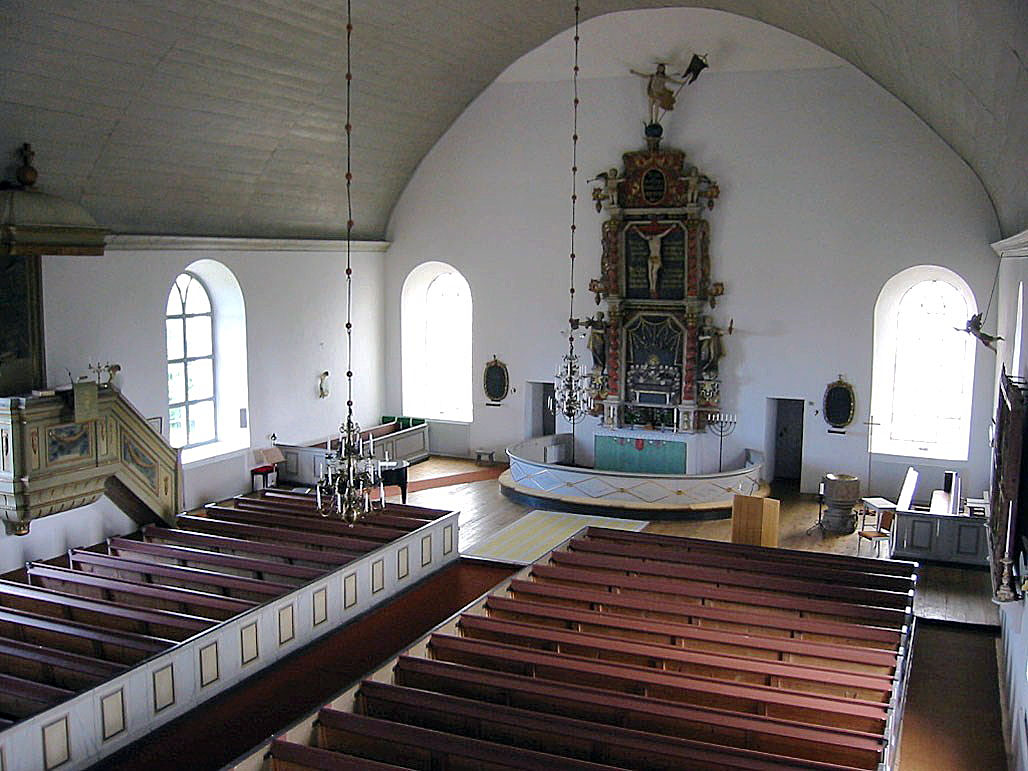
Kristus med segerfanan i Stora Åby kyrka, Ödeshögs kommun, Östergötland